# Nada Kawar
Nada Mufid Kawar (arabisch ندى قعوار; * 23. November 1975) ist eine ehemalige jordanische Leichtathletin, die sich auf das Kugelstoßen spezialisiert hat. 2000 wurde sie erste jordanische Asienmeisterin in der Leichtathletik und ist bis heute Inhaberin des Landesrekordes im Kugelstoßen.

## Sportliche Laufbahn
Erste internationale Erfahrungen sammelte Nada Kawar im Jahr 1996, als sie bei den Olympischen Sommerspielen in Atlanta mit einer Weite von 15,28 m in der Qualifikationsrunde ausschied. Im Jahr darauf gewann sie bei den Panarabischen Spielen in Beirut mit 15,66 m die Silbermedaille im Kugelstoßen hinter der Ägypterin Wafaa Ismail Baghdadi und siegte im Diskuswurf mit einem Wurf auf 51,18 m. Anschließend schied sie bei den Weltmeisterschaften in Athen mit 15,76 m in der Vorrunde im Kugelstoßen aus. 1999 verteidigte sie bei den Panarabischen Spielen in Irbid mit 57,52 m ihren Titel im Diskuswurf und siegte mit 17,33 m auch mit der Kugel. Anschließend verpasste sie bei den Weltmeisterschaften in Sevilla mit 16,30 m den Finaleinzug im Kugelstoßen. Im Jahr darauf siegte sie mit 17,46 m bei den Asienmeisterschaften in Jakarta im Kugelstoßen, ehe sie bei den Olympischen Sommerspielen in Sydney mit 15,67 m in der Qualifikationsrunde ausschied. Im selben Jahr beendete sie ihre aktive sportliche Karriere im Alter von 25 Jahren.

## Persönliche Bestleistungen
- Kugelstoßen: 17,83 m, 6. Mai 2000 in Los Angeles (jordanischer Rekord)
- Diskuswurf: 57,52 m, 13. August 1999 in Irbid